# Hexatoma (Eriocera) lunigera
Hexatoma (Eriocera) lunigera is een tweevleugelige uit de familie steltmuggen (Limoniidae). De soort komt voor in het Oriëntaals gebied.